# 楚留香新傳之借屍還魂
《楚留香新傳之借屍還魂》，又稱《鬼戀俠情》、《鬼戀傳奇》。是古龍於西元1970年所撰寫的楚留香系列小說第四部、新傳第一部。

## 內容大綱
江南「擲杯山莊」當家左二爺的愛女左明珠生了場大病，即使找了所有名醫幫她診斷依舊回天乏術。而之後於「施家莊」，花金弓之女施茵也因病去世，結果在施茵死的同時，左明珠也同時「復活」了，並宣稱自己就是施茵。
令人不敢相信的事情，就這麼的發生在楚留香旁邊。接受左二爺的委託，楚留香勢必要弄清此事的真相…

## 登場角色

### 主要角色
- 楚留香：人稱「盜帥」、「楚香帥」，輕功無雙。他尊重任何人，所以從不殺人。有人說，要是楚留香說晚上要偷你的褲子，你就只能在第二天裹著被子去買褲子。他經常「多管閒事」，破壞了某些人稱霸江湖的計劃，所以有人恨他，有人愛他，反正大家都會記住他。

### 擲杯山莊相關
- 左二爺：自號「輕侯」，也因此許多人都稱他為左輕侯。以好客出名，有三件最得意的事：一是認識楚留香這種朋友，二是有薛衣人這種死對頭，三也是最得意的－有左明珠這種寶貝女兒，對左明珠呵護至極。
- 左明珠：被江湖中人稱為「玉仙娃」，左二爺最寶貝的女兒，對死對頭家族薛家的二公子薛斌有好感。
- 左升：左二爺的親信，精明能幹。

### 薛家莊相關
- 薛衣人：別號「血衣人」，被喻為天下第一劍客，劍法練得出神入化，據說無人能從他劍下走過十招。
- 薛笑人：綽號「薛寶寶」，薛衣人之弟。據說是練劍練到走火入魔才變得一副痴呆樣，但武功依舊高強。
- 薛斌：薛衣人的次子，緋聞從來沒停過。但其實心中已有所屬，目標正是死對頭左氏之女左明珠。
- 倚劍：薛斌的書僮，有點膽小。

### 施家莊相關
- 施孝廉：或稱施舉人。怕老婆而出名。與左二爺本是世交，卻因為施孝廉娶了花金弓而反目成仇。
- 花金弓：或稱施金弓，施孝廉之妻，以潑辣而出名。臉上的粉擦的非常厚，但眼睛依舊是水汪汪的。
- 施茵：花金弓之女，被公認為施家莊中最正常的一位。對在京城唱戲出名的葉盛蘭有好感。
- 施傳宗：施孝廉之子，同樣也是怕老婆出名。有點嬌生慣養。
- 薛紅紅：薛衣人之女，施傳宗之妻。長得一副馬臉，連做菜都不會，跟花金弓一樣相當潑辣。
- 梁媽：施茵的奶娘，把施茵當做自己的親女兒看待，為施茵付出一切。
- 櫻兒：施傳宗的偷情對象。

### 丐幫相關
- 小火神：丐幫在松江府地區的龍頭老大。
- 小禿子：頭有點禿禿的少年，很尊敬楚留香。
- 小麻子：臉上有麻子的少年，很尊敬楚留香。

### 石家相關
- 石繡雲：個性剛毅堅強的女性，但做事有點衝動。喜歡楚留香。
- 石鳳雲：石繡雲之姊，對繡雲非常照顧。

### 其他角色
- 張簡齋：被喻為「南張北王」中的南張之名醫，也被喻為「神醫名俠」、「一指判生死」，有著相當好的工夫，被左二爺邀至擲杯山莊治左明珠之病。
- 王雨軒：被喻為「南張北王」中的北王之名醫，由於南方的名醫都被擲杯山莊請走，花金弓不得已只好請在北方的王雨軒前去施家莊治施茵之病。
- 葉盛蘭：京城裡的戲團「富貴班」裡唱花旦者，雖然是個男人卻長得非常漂亮及秀氣，比女人還像女人。深愛著施茵。
- 丁如風：丁氏雙俠之兄，跟左二爺交情相當好同時也是親家，左二爺欲將左明珠嫁給他。
- 丁瑜：丁氏雙俠之弟，別號「吳鉤劍」，跟左二爺交情相當好同時也是親家。
- 小謝：化名為李明生在客棧偷情之人，告訴楚留香有關葉盛蘭之情報。
- 大牛：偽裝成梁媽女婿之人，一副憨頭憨腦樣。
- 小珠：偽裝成梁媽女兒之人，長得又高又胖像條牛。

## 登場武學
- 小鷹爪力
  - 使用者：左明珠
  - 說明：花金弓的家傳武學，屬陽剛掌法。

- 七十二路分筋錯骨手
  - 使用者：左明珠

- 飛花手
  - 使用者：左二爺
  - 說明：左二爺轟動武林最有名且最為繁複的掌法，屬陰柔掌法，是陽剛掌法的剋星。

- 摔碑手
  - 說明：屬陽剛掌法。

- 彈指神通
  - 使用者：張簡齋
  - 說明：張簡齋的名技，據說已練化入境。

- 金弓銀彈鐵鷹爪
  - 使用者：花金弓
  - 說明：花金弓名揚江湖的招式。

- 長歌飛虹劍
  - 使用者：薛紅紅
  - 說明：初唐時之劍聖公孫大娘所創，共計八八六十四手，劍如飛虹、人如遊龍、夭嬌變化、不可方物。

## 外部連結
- 博客來網路書店-楚留香新傳之借屍還魂簡介